# 川村万梨阿
川村萬梨阿（日语：／ Kawamura Maria，1961年11月21日—），日本女性配音員、演員、歌手。自由身，原ARTSVISION所屬。出身於東京都世田谷區。身高157cm。AB型血。

## 簡介
本名：永野繁代（永野 繁代／ながの しげよ）。丈夫永野護為機械設計師、漫畫家。其藝名是在參演配音出道作《聖戰士DUNBINE》時，由擔當該動畫導演的富野由悠季取名。
代表配音作品有《聖戰士DUNBINE》的恰姆·法烏、《重戰機L-Gaim》女主角莉莉絲·法烏&加烏·哈·蕾茜、《機動戰士Z鋼彈》的貝托蒂嘉·伊爾瑪、《機動戰士鋼彈 逆襲的夏亞》的葵絲·帕拉亞、《秀逗魔導士》系列的白蛇娜卡、《貓咪也瘋狂》的波波、《烏龍少爺》的大小姐沙麻代、《藤子不二雄A的夢魔子》主角夢魔子、《羅賓漢大冒險》的溫妮芙蕾德·杭丁頓、《我的長腿叔叔》的卡蓮·帕特森、《崔普一家物語》的海德薇希·馮·崔普、《十二生肖爆烈戰士》的塔露朵&歐拉公主、《新世紀福音戰士》的惣流·今日子·齊柏林、《羅密歐的藍天》的安潔麗塔·蒙特巴尼、《蒙面俠蘇洛傳》的羅莉塔·普里多、《灰姑娘物語》主角辛蒂蕾拉、《機械女神J》的玉三郎、《機動神腦》的希金絲·薩斯、《神奇寶貝》的科拿、《詩∽片》的木暮沙耶、《遙遠時空 ～八葉抄～》的席琳、《無限地帶23》的高中由唯、《飛越巔峰》的容格·弗洛伊德、《妙齡女大亨》主角克婁巴特拉·科內斯、《星座宮神話》主角貝爾瑟弗尼／佐倉亞理沙、《白鳥麗子是也！》主角白鳥麗子、《究極超人R》的西園寺瑪麗、《五星物語》的拉克西絲、《花之詩女 GOTHICMADE》主角貝琳·阿潔麗；遊戲《女神戰記》系列的芙蕾、《問答七彩夢 虹色町的奇跡》的森永惠、《波波羅古洛伊斯》系列的娜露西亞王妃等。

## 經歷
川村從初中時進入文藝社開始，因當時文藝社與話劇社合併，於是成為了體驗話劇的女演員。富士見高校入學後，進入漫畫研究會參演廣播劇。此外，川村本身是江古田咖啡店「漫畫畫廊」的粉絲，因此和小牧雅伸、結城正美、蛭兒神建等人都是這裡的常客。並曾經在漫畫畫廊友人的慫恿之下兼差當動畫雜誌的編輯。
1980年高中畢業之後，川村成為東映演技研修所的研修生，第一份工作是擔當歪斗秀節目《小川宏Show》的記者，演員的出道作是特攝影集《太陽戰隊太陽火神》（飾演紳士服店店員。本名川村繁代名義）。之後作為演員活動參加的還有東映製作超級戰隊系列和《特搜最前線》、《G-MEN'75》。東映研修所畢業後，立即成為研修所附屬事務所東映演研製作所屬。
就在川村幫朋友進行動畫導演富野由悠季的取材專訪時，被受邀請參加新作動畫的試鏡錄音。1983年，她以電視動畫《聖戰士DUNBINE》（飾演恰姆·法烏）在配音業界出道。《聖戰士DUNBINE》完結之後，接著通過次年之接檔時段作品《重戰機L-Gaim》女主角加烏·哈·蕾茜的試鏡，從此下定決心全面投入配音工作，並從東映演研製作轉往加入剛成立的聲優經紀公司ARTSVISION。之後她又在富野由悠季執導、接前作重戰機L-Gaim時段播出的《機動戰士Z鋼彈》（聲演貝托蒂嘉·伊爾瑪）繼續出演。
川村經常出演高傲、氣勢強人系統的角色，因此與同世代的鶴弘美、松井菜櫻子及富澤美智惠都博得了很高的人氣而為人熟知。
日高範子以前在電台廣播節目中，曾經跟擔任來賓的川村與松井菜櫻子共3人一起互相進行女王大人的聲音PK。還有跟松井、後輩林原惠3人一起被稱之為看到她們就「抬不起頭來的聲優夥伴」之一。
2001年，川村因罹患急性疾病必須休業，此時不得不卸下正在播出的NHK教育頻道幼教節目《巧克力島》角色小湯匙的配音，由與她親近的後輩橘光繼任。
2003年，川村離開出道公司ARTSVISION，從此以自由聲優身份持續活動。2010年12月起，現在擔任數家經紀公司部份營業業務的委託、提攜。
2011年自《月刊HobbyJAPAN》（從Charano！移籍）10月號開始，進行新書《川村萬梨阿與椋本夏夜的淑女日常專欄執筆。
2014年5月10日，啟用期間限定官方Twitter。
2014年6月18日，發行歌手活動31週年紀念專輯BOX「ΟΔΥΣΣΕΙΑ（中譯奧德賽）」。同年10月2日，於官方網站公開作為出道紀念私人製作的“時裝娃娃momoko"『川村萬梨阿momoko』的2種拍攝照片。

## Cosplay
上面已經提到，川村有作為動畫迷的活動經歷，多次在公開活動場合進行Cosplay。
- 1981年2月22日，《機動戰士鋼彈》動畫電影上映，於新宿東口的活動「動畫新世紀宣言」作為「粉絲代表」扮成拉拉·遜（日语：ララァ・スン）的造型登場。
- 《福星小子》動畫紀念活動上，扮成作品女主角拉姆，並作為寫真偶像彩色照片有刊登在《週刊少年Sunday》雜誌上。
- 《聖戰士DUNBINE》本是川村的自身配音出道作，但她以寫真偶像扮成自己聲演的角色恰姆·法烏穿著韻律服、背上還有添加翅膀的照片刊登在《animec（日语：アニメック）》雜誌上。
- 前往美國參加的動畫粉絲招待活動時，扮成《秀逗魔導士》的白蛇娜卡現身舞台獻唱「能爪」。並講了一句自己設定的台詞「娜卡來到美國了」。

## 交友關係
川村在出演由富野由悠季執導、自身的動畫配音出道作《聖戰士DUNBINE》時，被富野被給予「萬梨阿」的漢字藝名。在此之前，川村曾提出用「（中文音譯“瑪麗亞”）」這個名字。
與漫畫家新谷薰是高中時期的熟人，他的漫畫《妙齡女大亨》決定製作OVA動畫時，川村當初是以史恩的配音人選參加。由於原作者新谷的要求，主人翁克婁巴特拉的配音因此允諾由她擔任。
自身配音出道作《聖戰士DUNBINE》跟她一起共演的主角飾演者中原茂，在錄音的空檔因為經常受到他的照顧，至今2人也是持續進行交流、並以「小茂」和「小萬梨阿」互相用暱稱稱呼的事業夥伴關係。

## 模特兒角色
根據動畫雜誌《The Anime》的記載，《戰鬥機甲薩芬格爾》的瑪麗亞·瑪利亞是以川村為模特兒。但這是川村作為專業配音員出道之前還是「粉絲代表」的逸事了。而該角色的配音是由島本須美擔任。
漫畫家結城正美因為跟川村熟識，所以漫畫《究極超人R》登場的角色西園寺瑪麗是以她為模特兒。之後決定錄製成廣播劇CD和製作OVA動畫時，西園寺瑪麗的配音同樣由川村擔任。此時，川村發牢騷的說「託這個角色的福，除了高傲千金的角色之外都不來了」，但工作人員卻稱讚她說，沒有比這個最受歡迎角色的了（來自廣播劇CD的歌詞卡）。
矢野健太郎漫畫的一些專有名詞來自現實存在的地名，或者是人名的羅馬拼音反向拼寫，如「=（AIRAM-ARUMAWAK）王家」、登場人物之中一位「=（UROMAMO-NAGAN）」等等，都是將川村（或永野）她的姓氏作為使用的由來。

## 家族
川村與設計師、漫畫家永野護交往12年之後，於1991年11月舉行婚禮。富野由悠季擔任證婚人。
上面提到「動畫新世紀宣言」活動當時的永野Cosplay扮成夏亞·阿茲納布爾做大聲朗讀聲明。然而，他在後來的活動曾經公開表示，聽到從台下站在最前面的粉絲正在討談論著說（在1980年代中期）“那可是個禁句”。
在大多數情況下，川村以不同的方式主要參加跟永野作品相關的動畫：
- 在《五星物語》的形象專輯中，她負責聲樂主唱。並唱了龐克搖滾、搖滾、流行樂、敘事曲等等各種音樂。此外，當丈夫的漫畫《五星物語》決定製作動畫電影時，女主角拉刻西斯的配音由妻子擔任。
- 由永野擔任導演的第一部動畫電影作品《花之詩女 GOTHICMADE》中，川村擔任主角貝琳·阿潔麗的配音、主題歌「空之皇子 花之詩女」的填詞和主唱。

## 演出
粗體字表示主要角色。

### 電視動畫
1983年
- 聖戰士DUNBINE（恰姆·法烏）

1984年
- 重戰機L-Gaim（莉莉絲·法烏、加烏·哈·蕾茜）

1985年
- 魔法妖精貝露莎（白雪姬）
- 機動戰士Z鋼彈（貝托蒂嘉·伊爾瑪（日语：ベルトーチカ・イルマ））

1986年
- 莫克和甜甜

1987年
- 愛的小婦人物語（莎莉·嘉蒂納）
- 橙路（女大學生）
- 仙魔大戰（除火如來、Q天女）
- 眼中的少年 十五少年漂流記（凱特）

1988年
- 宇宙傳說尤利西斯31（日语：宇宙伝説ユリシーズ31）
- 美味大挑戰（鈴子、楊真由美）
- 小松君 (1988年版)（久美子）
- 城市獵人2（百合子）
- 聖鬥士星矢 北歐亞斯格特篇（弗蕾雅）
- 妳好！淑女小琳（日语：レディ!!#ハロー！レディリン）（維維安·斯賓塞）
- 甜蜜小天使 (1988年版)（詩織）
- 貓咪也瘋狂（波波）

1989年
- 超能力魔美（今村美樹）
- 烏龍少爺（日语：おぼっちゃまくん）（大小姐沙麻代）
- 麵包超人（湖水公主）
- 天空戰記（黑木美奈）
- 彼得潘的冒險（老虎莉莉、露娜）
- 魔法使莎莉 (1989年版)（大泉薊）

1990年
- NG騎士檸檬汽水&40（俊朗、雷雨）
- 功夫貓黨（兔姬）
- 麵包超人（阿古屋貝妹妹）
- 大耳鼠（瑪麗〈變装時〉）
- 海底兩萬哩（穆拉穆拉）
- 藤子不二雄A的夢魔子（日语：藤子不二雄Aの夢魔子）（夢魔子）
- 神通小精靈（神宮寺光子）
- 至尊勇者（凱特修女）
- 羅賓漢大冒險（溫妮芙蕾德·杭丁頓）
- 我的長腿叔叔（卡蓮·帕特森）

1991年
- 少年阿貝（日语：少年アシベ）（紀子、菅野的媽媽、兩兩、諸諸）
- 崔普一家物語（海德薇希·馮·崔普[16]）
- 校園七大不可思議神秘事件（日语：ハイスクールミステリー学園七不思議）（冰川幸子）

1992年
- 麵包超人（チンクル、風鈴）
- 超電動機械人 鐵人28號FX（麻耶）
- 花的魔法使瑪麗貝爾（斯農）
- 夢幻冒險 長靴貓的冒險

1993年
- 蠟筆小新（護理人員）
- GS美神（特蕾莎、人魚的奈美子）
- 麵包超人（洗髮精妹妹）
- 小小男子漢（裘蒂）
- 無責任艦長（紀子·巴哈）

1994年
- 重獲新生的機器人（日语：おまかせスクラッパーズ）（大島椿）
- 麵包超人（紙風船蓬蓬）
- 飛天少女豬（立石菜菜子／Cutie Chao）
- 美少女戰士S（ユージアル）
- 幽☆遊☆白書（冰菜）

1995年
- 黃金勇者合體（瑪麗亞）
- 怪盜Saint Tail（紀子）
- 十二生肖爆烈戰士（塔露朵、歐拉公主、姊姊）
- 新世紀福音戰士（惣流·今日子·齊柏林）
- 羅密歐的藍天（安潔麗塔·蒙特巴尼[17]）

1996年
- 蒙面俠蘇洛傳（羅莉塔·普里多）
- 蠟筆小新（姊姊）
- 灰姑娘物語（辛蒂蕾拉）
- 機械女神J（玉三郎）

1997年
- 吸血姬美夕（高島沙織）
- 鬼太郎 (第4作)（天狐）
- 少女革命（千唾馬宮、陰影少女A子）

1998年
- 機械女神J to X（玉三郎）
- 小豬萬萬歲（新娘）
- 神化嬌嬌女 (新版)（梅爾摩、嬰兒的大哥）
- 機動神腦（希金絲·薩斯）

1999年
- 伊甸少年（先見之姬）
- 蠟筆小新（希拉）
- 哆啦A夢 (大山羨代版)（雪之女王）
- 迷糊女戰士（恭子）
- 神奇寶貝（科拿）

2000年
- 學校怪談（裂口女[注 2]、闇目／松田忍）

2002年
- 銀河戰警（麗塔·貝拉基奧）
- 東京喵喵（仁科麗）
- 翼神世音（真理子）

2003年
- 獸兵衛忍風帖 龍寶玉篇（千）
- 成惠的世界（七瀬成美）
- 超齡細公主（弗雷雷）
- 波波羅古洛伊斯（娜露西亞王妃、風之精靈）
- 名偵探柯南（江崎幸子）

2004年
- 詩∽片（木暮沙耶）
- 混沌武士（葡萄牙）
- 遙遠時空 ～八葉抄～（席琳）

2005年
- 哆啦A夢 (水田山葵版)（「伐木工之泉」的女天神）

2006年
- 工作狂人（三村的妻子）
- 神奇寶貝超世代（祐舞）
- ×××HOLiC（花花）
- 怪傑佐羅利（灰姑娘的姊姊）
- 守護！蘿莉波普（日语：まもって!ロリポップ）（薩拉薩）
- 聲優白皮書（河合瑪麗亞）

2007年
- DARKER THAN BLACK -黑之契約者-（磯崎靜香）
- 遙遠時空3 紅之月（北條政子）
- 神奇寶貝鑽石&珍珠（芽米）
- 名偵探柯南（船本兼世）

2008年
- 十字架與吸血鬼 CAPU2（莉莉絲）

2009年
- 秀逗魔導士EVOLUTION-R（娜瑪）
- 天體戰士桑雷德 (第2期)（散步旁白）

2010年
- 遙遠時空3 永無止境的命運（北條政子）
- 神奇寶貝超級願望（真菰博士）

2011年
- 天魔黑兔（天魔）
- SHIN-MEN（日语：SHIN-MEN）（金）

2012年
- 人類衰退之後（旁白）
- 名偵探柯南（佐倉真悠子）

2013年
- RDG 瀕危物種少女（宗田靜枝）

2014年
- 哆啦A夢 (水田山葵版)（女性機器人）

2015年
- 新我們這一家（松永）
- 蠟筆小新（秘書App）
- 哆啦A夢 (水田山葵版)（愛心機器人）
- 名偵探柯南（羽根木凉）

2016年
- 機動戰士鋼彈UC RE:0096（貝托蒂嘉·伊爾瑪）
- 紅殼的潘朵拉（小竹鹿臣）
- 不愉快的妖怪庵（委託人的母親）

2018年
- TO BE HEROINE（歐歐、派派[19]）

### 電影動畫
1988年
- 機動戰士鋼彈 逆襲的夏亞（葵絲·帕拉亞[20]）
- 劇場版 橙路：但願回到過去（川圓的姊姊）

1989年
- 五星物語（拉克西絲）

1990年
- Hello Kitty的姆指公主（妖精B）

1995年
- 劇場版 秀逗魔導士（白蛇娜卡）

1996年
- 新橙路：接著，那個夏天的開始（鮎川圓的姊姊）
- 秀逗魔導士RETURN（白蛇娜卡）

1997年
- 新世紀福音戰士劇場版：THE END OF EVANGELION（惣流·今日子·齊柏林 、廣播、女操作員）
- 秀逗魔導士GREAT（白蛇娜卡）

1998年
- 秀逗魔導士GORGEOUS（白蛇娜卡）

1999年
- 少女革命 ～思春期默示錄（陰影少女A子）

2001年
- 秀逗魔導士PREMIUM（白蛇娜卡）

2002年
- 6 ANGELS（日语：シックス・エンジェルズ）（天使）

2005年
- 機動戰士Z鋼彈II：A New Translation -戀人們-（貝托蒂嘉·伊爾瑪（日语：ベルトーチカ・イルマ））

2010年
- 你看起來很好吃（貝羅貝羅）

2012年
- 蠟筆小新：我和我的宇宙公主（金金[21]）
- 花之詩女 GOTHICMADE（貝琳·阿潔麗[22]）

2013年
- 哆啦A夢：大雄的秘密道具博物館（女神）

2021年
- 機動戰士高達閃光的哈薩威（姬絲·帕拉雅）

### OVA
1985年
- 無限地帶23（高中由唯）
- 乳霜檸檬（ケーコ）

1986年
- Wanna-Be's（日语：ウォナビーズ）（秘書）
- 無限地帶23 PARTII 告訴我你·的·秘·密（高中由唯）

1987年
- 高校AGENT（日语：ハイスクールAGENT）
- 花之飛鳥組！新歌舞伎町物語（日语：花のあすか組!#OVA1）（姬）

1988年
- 孔雀王（池田初子）
- 雷諾尼都紀事（瑞爾·德·米蘭·布萊林特）
- 墮落時空冒險（日语：ズッコケ三人組#『ズッコケ時空冒険』）（若林雪子）
- 心跳學園 決戰!! 妖奇大魔城（日语：ドキドキ学園）（朱蘭）
- 飛越巔峰（容格·弗洛伊德）
- New Story of Aura Battler DUNBINE（恰姆·法烏）

1989年
- 怪力少女（園場限）
- RHEA GALL FORCE（日语：ガルフォース）（福爾廷）
- GALL FORCE 地球章（福爾廷）
- 機動戦士SD鋼彈MARK-II（日语：機動戦士SDガンダム）（公主殿下）
- 強殖裝甲加爾巴（尾沼志津）
- 妙齡女大亨（日语：クレオパトラD.C.）（克婁巴特拉·科內斯）
- MEGAZONE23 III（麗莎）

1990年
- 星座宮神話（日语：アリーズ）（貝爾瑟弗尼／佐倉亞理沙）
- 暗黑神話（弟橘姬）
- 白鳥麗子是也！（白鳥麗子）
- 花之飛鳥組！2  孤獨貓大逃殺（日语：花のあすか組!#OVA2）（公主）
- 青春狂想曲（日语：八神くんの家庭の事情）（五十里真幸）

1991年
- 橙路 (第3期)（川圓的姊姊）
- 究極超人R（日语：究極超人あ〜る）（西園寺瑪麗）

1992年
- Wolf Guy ～狼的紋章～（日语：ウルフガイ）（虎二）
- 機神兵團（日语：機神兵団）（白蘭花）
- 源氏（日语：源氏 (漫画)）（長谷川櫻）
- 亂跑大戰！基因組獎盃（日语：スクランブル・ウォーズ 突走れ!ゲノムトロフィーラリー）（艾爾莎、福爾廷）
- 放學後的Tinker Bell（日语：放課後シリーズ）（宮崎涼子）

1993年
- 妖世紀水滸傳（日语：妖世紀水滸伝）（木島冴子）

1994年
- 電腦少女Compiler FESTA（日语：Compiler）（翻譯員）

1995年
- 3×3 EYES ～聖魔傳說～（淑女）

1996年
- 秀逗魔導士SPECIAL（白蛇娜卡）
- Ninja者（日语：Ninja者）（詹姆斯）

1997年
- （宮川櫻子）
- 神秘的世界2（伊芙利妲）
- 魔法王國的俏皮小公主（日语：でたとこプリンセス）（王妃）
- 機械女神J again（玉三郎）

1998年
- 秀逗魔導士EXCELLENT（白蛇娜卡）

2002年
- 遙遠時空 ～紫陽花物語～（日语：遙かなる時空の中で-紫陽花ゆめ語り-）（席琳）

2003年
- 遙遠時空2 ～白龍之神子～（日语：遙かなる時空の中で2-白き龍の神子-）（席琳）

2004年
- 幻想傳奇 THE ANIMATION（敏特·亞德涅特）

2010年
- 機動戰士鋼彈UC（貝托蒂嘉·伊爾瑪（日语：ベルトーチカ・イルマ））

2011年
- 幻想嘉年華（第5話旁白）

### 遊戲
1992年
- 法吉亞斯邪皇帝（日语：ファージアスの邪皇帝）（瑪迪爾、維諾納）[注 3]

1993年
- （雷芳）
- VainDream II（日语：ヴェインドリームII）（女神）[注 4]
- 誕生 ～Debut～（日语：誕生 〜Debut〜）（本田美鈴）

1994年
- 女神天國（日语：女神天国）

1996年
- 新超級機器人大戰（日语：新スーパーロボット大戦）（葵絲·帕拉亞）
- 第4次超級機器人大戰S（葵絲·帕拉亞、恰姆·法烏、加烏·哈·蕾茜）
- 神奇傳說（歐菲莉亞）
- 神奇物語FX（日语：ファーランドシリーズ）（菲莉歐）

1997年
- Other Life Azure Dreams（日语：アザーライフ アザードリームス）
- 問答七彩夢 虹色町的奇跡（日语：クイズなないろDREAMS 虹色町の奇跡）（森永惠）
- 超級機器人大戰F（恰姆·法烏、莉莉絲·法烏、加烏·哈·蕾茜）
- 秀逗魔導士 Royal（白蛇娜卡）
- 魔城戮戰 ～四個封印～（菲莉歐）

1998年
- SD鋼彈 G世代（葵絲·帕拉亞）
- 新世紀福音戰士 EVA和愉快的夥伴們（日语：新世紀エヴァンゲリオン エヴァと愉快な仲間たち）（容格·弗洛伊德）
- 超級機器人靈魂格鬥（日语：スーパーロボットスピリッツ）（恰姆·法烏）
- 超級機器人大戰F 完結篇（恰姆·法烏、莉莉絲·法烏、加烏·哈·蕾茜、貝托蒂嘉·伊爾瑪、葵絲·帕拉亞、容格·弗洛伊德）
- 秀逗魔導士 Royal 2（白蛇娜卡）
- 秀逗魔導士 Wonderful～（白蛇娜卡）
- 戰國美少女繪卷 斬斷雲空!!（吹雪）
- 人形公主（日语：マール王国の人形姫）（庫露露、雪莉）
- 名偵探柯南[[[Wikipedia:格式手册/链接#章節|錨點失效]]]（桂木麗子）

1999年
- 女神戰記（芙蕾）
- 空戰奇兵3 電子領域（辛西亞·布理姬德·費茲傑洛）
- SD鋼彈 G世代-ZERO（葵絲·帕拉亞、貝托蒂嘉·伊爾瑪）
- 超級機器人大戰完全版（恰姆·法烏、貝托蒂嘉·伊爾瑪、葵絲·帕拉亞）
- 人形公主2（日语：マール王国の人形姫#リトルプリンセス マール王国の人形姫2）（庫露賽伊露·雪莉·馬爾·Q〈庫露露〉、雪莉）

2000年
- SD鋼彈 G世代-F（葵絲·帕拉亞、貝托蒂嘉·伊爾瑪）
- 超級機器人大戰α（恰姆·法烏、貝托蒂嘉·伊爾瑪、葵絲·帕拉亞、容格·弗洛伊德）
- 天使的贈禮 馬爾王國物語（日语：マール王国の人形姫#天使のプレゼント マール王国物語）（庫露賽伊露·雪莉·馬爾·Q〈庫露露〉、雪莉）
- 遙遠時空（席琳）
- 波波羅古洛伊斯物語II（日语：ポポロクロイス物語II）（旁白）
- 悠久組曲 All Star Project（日语：悠久幻想曲）（伊芙·加拉加）
- 洛克人DASH2 龐大的遺產（日语：ロックマンDASH2）（瑪姬露妲、秀）

2001年
- SD鋼彈 G世代-F.I.F（葵絲·帕拉亞、貝托蒂嘉·伊爾瑪）
- 風之克羅諾亞2 ～世界想要忘卻的～（日语：風のクロノア2 〜世界が望んだ忘れもの〜）（大巫女）
- 超級機器人大戰α for Dreamcast（恰姆·法烏、貝托蒂嘉·伊爾瑪、葵絲·帕拉亞、容格·弗洛伊德）
- 遙遠時空2（席琳）
- 馬爾王國拼圖遊戲（日语：マール王国の人形姫#マールDEジグソー）（庫露賽伊露·雪莉·馬爾·Q〈庫露露〉、雪莉）
- 真實機器人兵團（日语：リアルロボットレジメント）（恰姆·法烏）

2002年
- SD鋼彈 G世代-DA（葵絲·帕拉亞）
- SD鋼彈 G世代 NEO（葵絲·帕拉亞、克萊兒·希斯洛）
- 超級機器人大戰IMPACT（日语：スーパーロボット大戦IMPACT）（恰姆·法烏、葵絲·帕拉亞）
- 波波羅克洛伊斯 最初的冒險（日语：ポポロクロイス はじまりの冒険）（娜露西亞王妃）
- 光之聖女傳說（日语：ラ・ピュセル 光の聖女伝説）（瑪姆蓉、安潔莉卡、女神）

2003年
- OVER THE MONOCHROME RAINBOW featuring SHOGO HAMADA（日语：OVER THE MONOCHROME RAINBOW featuring SHOGO HAMADA）（特里絲蒂斯）
- 星海遊俠 Till the End of Time（日语：スターオーシャン Till the End of Time）（弗蕾）
- 第2次超級機器人大戰α（貝托蒂嘉·伊爾瑪、葵絲·帕拉亞、希金絲·薩斯）
- 遙遠時空 -盤上遊戯-（日语：遙かなる時空の中で-盤上遊戯-）（席琳）
- 馬爾王國麻將（日语：マール王国の人形姫#マールじゃん!!）（庫露賽伊露·雪莉·馬爾·Q〈庫露露〉）

2004年
- SD鋼彈 G世代 SEED（葵絲·帕拉亞、克萊兒·希斯洛）
- 超級機器人大戰GC（日语：スーパーロボット大戦GC）（莉莉絲·法烏、加烏·哈·蕾茜）
- 遙遠時空3（北條政子）
- 波波羅克洛伊斯 月之戒律的冒險（日语：ポポロクロイス 月の掟の冒険）（娜露西亞王妃）

2005年
- Another Century's Episode
- 第3次超級機器人大戰α 終焉之銀河（貝托蒂嘉·伊爾瑪、容格·弗洛伊德）
- 俠盜銀河（弗蕾迪亞斯）

2006年
- Another Century's Episode 2
- 女神戰記 蕾娜絲（弗蕾）
- 女神戰記2 希爾梅莉亞（弗蕾）
- SD鋼彈 G世代 PORTABLE（葵絲·帕拉亞）
- 超級機器人大戰XO（日语：スーパーロボット大戦GC）（莉莉絲·法烏、加烏·哈·蕾茜）
- 遙遠時空3 命運迷宮（茶吉尼天）

2007年
- Another Century's Episode 3 THE FINAL（葵絲·帕拉亞）
- SD鋼彈 G世代 SPIRITS（葵絲·帕拉亞、貝托蒂嘉·伊爾瑪）

2008年
- 女神戰記 負罪者（弗蕾）
- 鋼彈無雙2（葵絲·帕拉亞）

2009年
- 頌歌的聖歌姬 ～天使樂譜A樂章～（日语：アンティフォナの聖歌姫 〜天使の楽譜 Op.A〜）（葛琳達）
- SD鋼彈 G世代 WARS（葵絲·帕拉亞）
- 機動戰士鋼彈 鋼彈VS.鋼彈NEXT（日语：機動戦士ガンダム ガンダムVS.ガンダムNEXT）（葵絲·帕拉亞）
- 超級機器人大戰NEO（日语：スーパーロボット大戦NEO）（吉奧絲·蕾爾）
- PRIUS 守護之星 Online（日语：PRIUS ONLINE）（蓉·費米娜）
- 光之聖女傳說 諸神†黃昏（瑪姆蓉、安潔莉卡、女神）

2010年
- 鋼彈突擊求生戰（日语：ガンダムアサルトサヴァイブ）（葵絲·帕拉亞）
- 機動戰士鋼彈 極限vs.（日语：機動戦士ガンダム エクストリームバーサス）（葵絲·帕拉亞）

2011年
- Another Century's Episode Portable（恰姆·法烏、莉莉絲·法烏、葵絲·帕拉亞）
- SD鋼彈 G世代 3D（葵絲·帕拉亞）
- SD鋼彈 G世代 WORLD（葵絲·帕拉亞）
- 機動戰士鋼彈 新基連的野望（日语：機動戦士ガンダム 新ギレンの野望）（葵絲·帕拉亞）

2012年
- 銀河遊騎兵（賽魯卡[23]）
- SD鋼彈 G世代 OVER WORLD（葵絲·帕拉亞）

2013年
- 超級機器人大戰Operation Extend（恰姆·法烏、莉莉絲·法烏、加烏·哈·蕾茜）
- 超級機器人大戰UX（恰姆·法烏）

2014年
- 超級英雄世代（α·阿吉魯）
- 第3次超級機器人大戰Z 時獄篇（葵絲·帕拉亞）
- 夢幻之星Online2（艾莉絲）

2015年
- 超級機器人大戰BX（恰姆·法烏）
- 聖鬥士星矢 鬥士之魂（弗蕾雅）
- 第3次超級機器人大戰 天獄篇（葵絲·帕拉亞）

2016年
- 碧藍幻想（白蛇娜卡[24]）

2017年
- 星海遊俠：回憶（日语：スターオーシャン:アナムネシス）（弗蕾）

2018年
- 超級機器人大戰X（恰姆·法烏）
- 超級機器人大戰X-Ω（日语：スーパーロボット大戦X-Ω）（恰姆·法烏）

### 廣播劇CD
- 天使夜未眠（日语：アーシアン） 廣播劇CD（加百列）
- animate CD精選裝甲戰士（日语：サイバーボッツ）（戴比蘿特·德·迪斯撒旦IX世）
- 星座宮神話（日语：アリーズ）（貝爾瑟弗尼／佐倉亞理沙）
- INFERIUS惑星戰史外傳 CONDITION GREEN（日语：インフェリウス惑星戦史外伝 CONDITION GREEN）（瑪莉莎·普奇諾巴）
- 氣象精靈記（日语：気象精霊記）（莎拉・伊什塔爾·卡夏）
  - 氣象精靈記 (1) 
  - 氣象精靈記 (2)
- 金田一少年之事件簿 惡魔組曲殺人事件（金田一一的母親、紅亞理沙）
- （松澤麻美子）
- CD廣播劇精選集 三國志（日语：CDドラマコレクションズ 三國志）（貂蟬）
- CD劇場 勇者鬥惡龍（日语：CDシアター ドラゴンクエスト）系列
  - CD劇場 勇者鬥惡龍IV（辛西亞）
  - CD劇場 勇者鬥惡龍V（比安卡）
- SUPER MARIO BROS. SPECIAL（碧奇公主）
- 秀逗魔導士VS魔術士歐菲 ～史上最遭的邂逅～（白蛇娜卡）
- 低俗靈狩 SADISTIC DOMINA（日语：低俗霊狩り）（流香魔魅）
- 天使的貼身保鑣／折原美都（姬野木倫子）
- 七彩夢 虹色町的奇跡 廣播劇專輯（日语：クイズなないろDREAMS 虹色町の奇跡）（森永惠）
- 遙遠時空 ～八葉抄～（日语：遙かなる時空の中で-八葉抄-） 角色精選輯 V -完結篇-（席琳）
  - 遙遠時空4 ～瑞穗之國～（夕霧）
- 光之聖女傳說（日语：ラ・ピュセル 光の聖女伝説）（瑪姆蓉）
- 人形公主 馬爾王國的人形公主2（日语：マール王国の人形姫#天使のプレゼント マール王国物語）（庫露露、夏爾蒂）

### 外語配音

#### 電影
- 眉飛色舞（英语：Salsa (1988 film)）（Lola〈Moon Orona〉）
- 迅雷禁區（英语：Speed Zone）（露琳〈艾莉莎·米蘭諾〉）※VHS版。

#### 電視影集
- 親情紐帶（馬洛里·基頓〈潔絲汀·貝特曼（英语：Justine Bateman）〉）※VHS版。
- 布偶奇遇記（英语：Fraggle Rock）（莫基·弗拉格爾〈凱瑟琳·穆倫（英语：Kathryn Mullen）〉）
- 銀河飛龍（羅賓·雷弗勒少尉〈艾希莉·賈德〉）

#### 動畫
- 查理布朗與史努比 (1990年版)（Violet）
- 仙履奇缘（老鼠Suzy〈June Sullivan〉）※1992年公映版。
- 美國鼠譚（英语：Fievel's American Tails）（Tanya Mousekewitz）
- 湯姆貓與傑利鼠（Toodke）※Cosmic出版（日语：コスミック出版）。

### 電視劇
- 大江戶搜査網（日语：大江戸捜査網）
- G-MEN'75
- 太陽戰隊太陽火神 第8話「父親唱皮球曲」（1981年，朝日電視台）－紳士服店店員 ※演員出道作，川村繁代名義。
- G-MAN'82（日语：Gメン'82） 第12話「白vs殺人事件」（1983年2月6日，TBS）
- 宇宙刑事Sharivan 第17話「新型二階異次元旅行」（1983年6月24日，朝日電視台）－乘客
- 特搜最前線（日语：特捜最前線） 第331話「小小紙吹雪的呼喊！」（1983年9月28日，朝日電視台）
- 寵物咚 第6話「咚咚乘著秋風離家出走」（1983年11月6日，富士電視台）－纜索鐵路導遊
- （1985年）
- 十六文堂 初夜死（1986年6月10日，富士電視台）

### 電影
- 危話（1989年）－菲律賓飯店接待員

### 廣播節目
- 動畫托比亞（日语：アニメトピア）
- COFFEE MARIA
- 野村宏伸（日语：野村宏伸）（FM東京）
- 野村宏伸NEW～仲間（東京FM）

### 網路電視
- 宮路一昭、川村萬梨阿的Anitame溫故知新！（niconico現場直播、SEIGURA頻道：2014年4月15日－2014年9月9日）
- 宮路一昭、川村萬梨阿的Anitame溫故知新！（niconico現場直播：辰巳出版集團「tatsumi01、（たつみぜろわん）」官方帳戶：2014年10月8日－2015年4月8日）、（niconico現場直播、TATSUMI TV CHENNEL （页面存档备份，存于）：2015年5月7日－2015年11月5日）月1回

### CD & DVD
- 動畫托比亞（日语：アニメトピア）歌謠音樂祭
- 奧德賽（31週年紀念專輯BOX「限定生產BOX與LP封套規格」）
- 巧克力島（和媽媽同樂（日语：おかあさんといっしょ）內迷你布偶劇）（小湯匙〈初代〉）
- ZIGION（獨唱出道作）
- RIPPLE
- Super Nova/永野護（歌曲歌唱）
- The Five Star Stories GREEN & GOLD（歌曲歌唱）
- The Five Star Stories（歌曲歌唱）
- The Five Star Stories/川村萬梨阿（歌曲歌唱）
- CANARY
- 琉璃色公主（日语：るり色プリンセス）
- I～III
- Para Para指猴（日语：アイアイ (童謡)）（小湯匙名義）
- Dancing Queen（Dancing Queen與Chiquitita的歌唱）
- （收錄）

### 其它
- 日本一軟件10週年紀念慈善活動
- 68
- 渦之丘大鳴門橋記念館 渦潮科學館內上映「旋渦繪卷」
- 角子機
- Blue Eyes -in HARBOR TALE-（アンティークドール）

#### NHK相關
- 兒童布偶劇場「大男」（旁白）
- 與媽媽同樂（日语：おかあさんといっしょ）（小湯匙〈初代〉）
  - 小湯匙與喀噠拉特（和媽媽一起內迷你布偶劇）（小湯匙）
  - 巧克力島（和媽媽一起內迷你布偶劇）（小湯匙〈初代〉）
- 大家的廣場！ONE PARK（日语：みんなの広場だ!わんパーク）（小湯匙〈初代〉）
- 布偶奇遇記（日语：フラグルロック）（莫奇·弗拉格）
- NHK教育  （旁白）
- NHK教育 （瑪莉琳）
- 小小動畫 KNYACKI！（日语：ニャッキ!）

### 書籍
- （POPLAR社（日语：ポプラ社） 1998年4月） ISBN 978-4591055717
- 川村萬梨阿寫真集 M@RIA（TOYSPRESS 1998年6月20日）
- 川村萬梨阿與椋本夏夜的淑女日常（HobbyJAPAN（日语：ホビージャパン） 2015年1月17日）ISBN 978-4798609218

## 腳註

## 外部連結
- MARIA KAWAMURA -profile- （页面存档备份，存于） （日語）－川村萬梨阿的官方個人網站。
- Automatic Flowers MARIA KAWAMURA（页面存档备份，存于） （日語）－川村萬梨阿的官方個人網站。
- （日語）